# Coleophora deauratella
Coleophora deauratella é uma espécie de mariposa do gênero Coleophora pertencente à família Coleophoridae.